# روبرت بيل
السير روبرت بيل (بالإنجليزية: Robert Peel)، البارونت الثاني، زميل الجمعية الملكية (5 فبراير 1788 - 2 يوليو 1850) هو رجل دولة بريطاني محافظ شغل مرتين منصب رئيس وزراء المملكة المتحدة (1834–1835 و1841-1846) ومرتين وزيرًا للداخلية (1822–1827 و1828-1830). يعتبر أب الشرطة البريطانية الحديثة، بسبب تأسيسه لدائرة شرطة العاصمة. كان بيل أحد مؤسسي حزب المحافظين الحديث.
كان بيل، وهو نجل صانع نسيج وسياسي ثري، أول رئيس وزراء من خلفية تجارية صناعية. حصل على المرتبة الأولى في الكلاسيكيات والرياضيات من كنيسة المسيح، أكسفورد. دخل مجلس العموم عام 1809 وأصبح نجمًا صاعدًا في حزب المحافظين. انضم بيل إلى مجلس الوزراء كوزير للداخلية (1822-1827)، إذ أصلح القانون الجنائي وحرره وأنشأ قوة شرطة حديثة، ما أدى إلى ظهور نوع جديد من الضباط المعروفين باسم البوبيين والبيليين. بعد فترة وجيزة من ترك منصبه، عاد وزيرًا للداخلية تحت إشراف معلمه السياسي دوق ولينغتون (1828-1830)، الذي شغل أيضًا منصب زعيم مجلس العموم. في البداية كان بيل مؤيدًا للتمييز القانوني المستمر ضد الكاثوليك، وبعدها انقلب بيل وأيد إلغاء قانون الاختبار (1828) وقانون الإغاثة الكاثوليكية الرومانية لعام 1829، مدعيًا أنه على الرغم من أن التحرر كان خطرا كبيرًا، فإن الصراع المدني كان خطرًا أكبر.
بعد أن كان في المعارضة 1830 -1834، أصبح رئيسًا للوزراء في نوفمبر 1834. أصدر بيل بيان تامورث (ديسمبر 1834)، الذي وضع المبادئ التي يقوم عليها حزب المحافظين البريطاني الحديث. كانت وزارته الأولى حكومة أقلية، تعتمد على دعم ويغ وعمل بيل وزيرًا للمالية في حكومته أيضًا. بعد أربعة أشهر فقط، انهارت حكومته وشغل منصب زعيم المعارضة خلال حكومة ملبورن الثانية (1835-1841). أصبح بيل رئيسًا للوزراء مرة أخرى بعد الانتخابات العامة لعام 1841. حكمت حكومته الثانية لمدة خمس سنوات. خفض الرسوم الجمركية لتحفيز التجارة، واستبدل الإيرادات المفقودة بضريبة دخل بنسبة 3%. لعب دورًا مركزيًا في جعل التجارة الحرة حقيقة واقعة وأقام نظامًا مصرفيًا حديثًا. تضمنت التشريعات الرئيسية لحكومته قانون المناجم والكوليري لعام 1842، وقانون ضريبة الدخل لعام 1842، وقانون المصانع لعام 1844 وقانون تنظيم السكك الحديدية لعام 1844. ضعفت حكومة بيل بسبب المشاعر المعادية للكاثوليكية بعد الزيادة المثيرة للجدل في منحة ماينوث لعام 1845. بعد اندلاع المجاعة الأيرلندية الكبرى، أدى قراره بالانضمام إلى اليمينيين والراديكاليين لإلغاء قوانين الذرة إلى استقالته من منصب رئيس الوزراء في عام 1846. ظل بيل عضوًا برلمانيًا مؤثرًا وزعيمًا لفصيل بيليت حتى وفاته في عام 1850.
غالبًا ما بدأ بيل من منصب تقليدي لحزب المحافظين معارضة لإجراء ما، ثم عكس موقفه وأصبح قائدًا في دعم التشريعات الليبرالية. حدث هذا مع قانون الاختبار، والتحرر الكاثوليكي، وقانون الإصلاح، وضريبة الدخل، وعلى الأخص إلغاء قوانين الذرة. كتب المؤرخ إيه جي بي تايلور: «كان بيل في المرتبة الأولى بين رجال الدولة في القرن التاسع عشر. حمل التحرر الكاثوليكي؛ ألغى قوانين الذرة؛ أنشأ حزب المحافظين الحديث على أنقاض حزب المحافظين القديم». 

## نشأته
ولد بيل في تشامبر هول، بوري، لانكشاير، لرجل الصناعة والبرلماني السير روبرت بيل ، البارون الأول، وزوجته إلين ييتس. كان والده أحد أغنى مصنعي المنسوجات في بدايات الثورة الصناعية. انتقلت العائلة من لانكشاير إلى درايتون مانور بالقرب من تامورث، ستافوردشاير؛ هُدم منزل مانور منذ ذلك الحين، وهو الموقع الذي احتلته ملاهي درايتون مانور.
تلقى بيل تعليمه المبكر من رجل دين في بيري وفي مدرسة محلية لرجال الدين في تامورث. ربما كان التحق أيضًا بمدرسة بوري غرامر أو مدرسة هيبرهلوم غرامر، رغم أن الأدلة على أي منهما هي قصصية وليست نصية. بدأ في مدرسة هارو في فبراير 1800. في هارو كان معاصرًا للورد بايرون، الذي ذكر عن بيل أنهما كانا على علاقة جيدة وأنه كان دائمًا يعاني، بينما يكن بيل يعاني أبدًا. في يوم خطاب هارو في عام 1804، مثل بيل وبايرون جزءًا من إنياذة فيرجيل، ولعب بيل دور تورنوس وبايرون لاتينوس.
في عام 1805، حصل بيل على شهادة جامعية من كنيسة المسيح بأكسفورد. كان معلمه تشارلز لويد، الذي أصبح فيما بعد أستاذًا في ريجيوس في اللاهوت، عُين بناءً على توصية بيل أسقفًا في أكسفورد. في عام 1808، أصبح بيل أول طالب من جامعة أكسفورد يحصل على المركز الأول في الكلاسيكيات والرياضيات.
كان بيل طالبًا في كلية الحقوق في لنكولن إن عام 1809. شغل أيضًا منصب نقيب في كتيبة الميليشيا في مانشستر عام 1808، ولاحقًا كملازم في ستافوردشاير يومانري في سلاح الفرسان عام 1820. 

## بدايات مسيرته السياسية
دخل بيل السياسة عام 1809 وهو يبلغ من العمر 21 عامًا، كنائب عن منطقة كاشيل الأيرلندية، تيبيراري. مع وجود 24 ناخبًا على القوائم، انتُخب دون معارضة. كان راعيه للانتخابات (إلى جانب والده) هو السكرتير الأول لأيرلندا، السير آرثر ويليسلي، دوق ويلينغتون المستقبلي، والذي تشابكت معه مسيرة بيل السياسية على مدار الخمسة وعشرين عامًا القادمة. ألقى بيل خطابه الأول في بداية جلسة عام 1810، عندما اختاره رئيس الوزراء سبنسر برسيفال ليثني على الرد على خطاب الملك. أحدث خطابه ضجةً كبيرة، وصفه رئيس مجلس النواب، تشارلز أبوت، بأنه أفضل أول خطاب منذ خطاب ويليام بيت.
غيّر بيل دائرته الانتخابية مرتين، ليصبح نائبًا عن تشيبنهام عام 1812، ثم نائبًا عن جامعة أكسفورد عام 1817.
في عام 1810، عُين بيل وكيلًا لوزارة الحرب والمستعمرات. وزير الخارجية آنذاك كان اللورد ليفربول. عندما شكل اللورد ليفربول حكومة في عام 1812، عُين بيل سكرتيرًا أول لأيرلندا. أجاز قانون الحفاظ على السلام لعام 1814 اللورد الملازم الأيرلندي تعيين قضاة إضافيين في مقاطعة ما في حالة اضطراب، والذين فُوضوا بتعيين شرطي خاص مدفوع الأجر (أطلِق عليهم لاحقًا البيليين). وهكذا وضع بيل أساس الشرطة الملكية الأيرلندية.
عارض بيل بشدة التحرر الكاثوليكي، معتقدًا أنه لا يمكن قبول الكاثوليك في البرلمان لأنهم رفضوا أداء قسم الولاء للتاج. في مايو 1817، ألقى بيل الخطاب الختامي في معارضة مشروع قانون التحرر الكاثوليكي لهنري غراتان. رُفض مشروع القانون بأغلبية 245 صوتًا مقابل 221.
استقال بيل من منصب السكرتير الأول وغادر أيرلندا في أغسطس 1818.
في عام 1819، عين مجلس العموم لجنة مختارة، هي لجنة السبائك، المكلفة بتحقيق الاستقرار المالي البريطاني بعد نهاية الحروب النابليونية، واختير بيل رئيسًا لها. خطط بيل بيل لإعادة العملة البريطانية إلى المعيار الذهبي، وعكس قانون تقييد البنوك 1797، في غضون أربع سنوات (أنجز القانون بالفعل بحلول عام 1821).

## روابط خارجية
- روبرت بيل على موقع الموسوعة البريطانية (الإنجليزية)
- روبرت بيل على موقع إن إن دي بي (الإنجليزية)